# Dekra

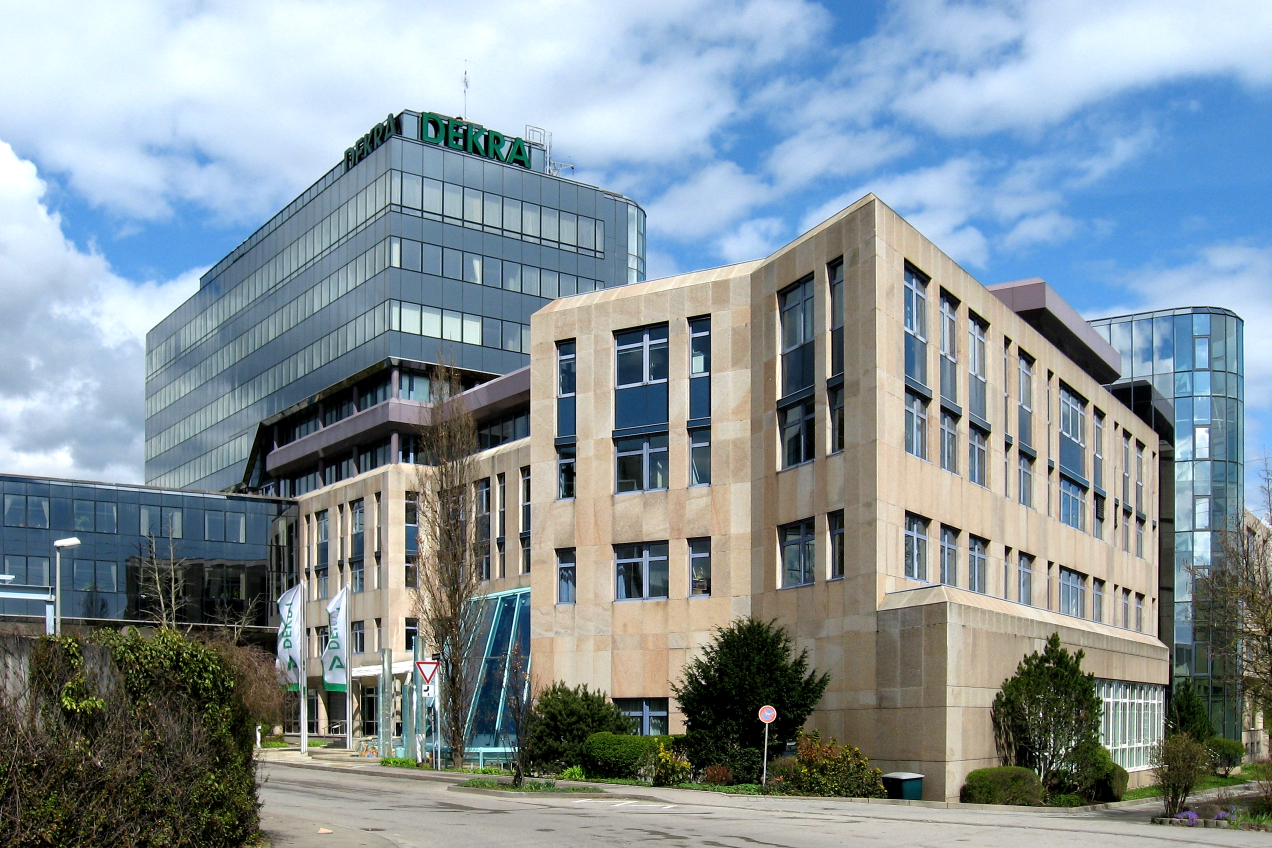
Sediul central DEKRA din Stuttgart, Germania

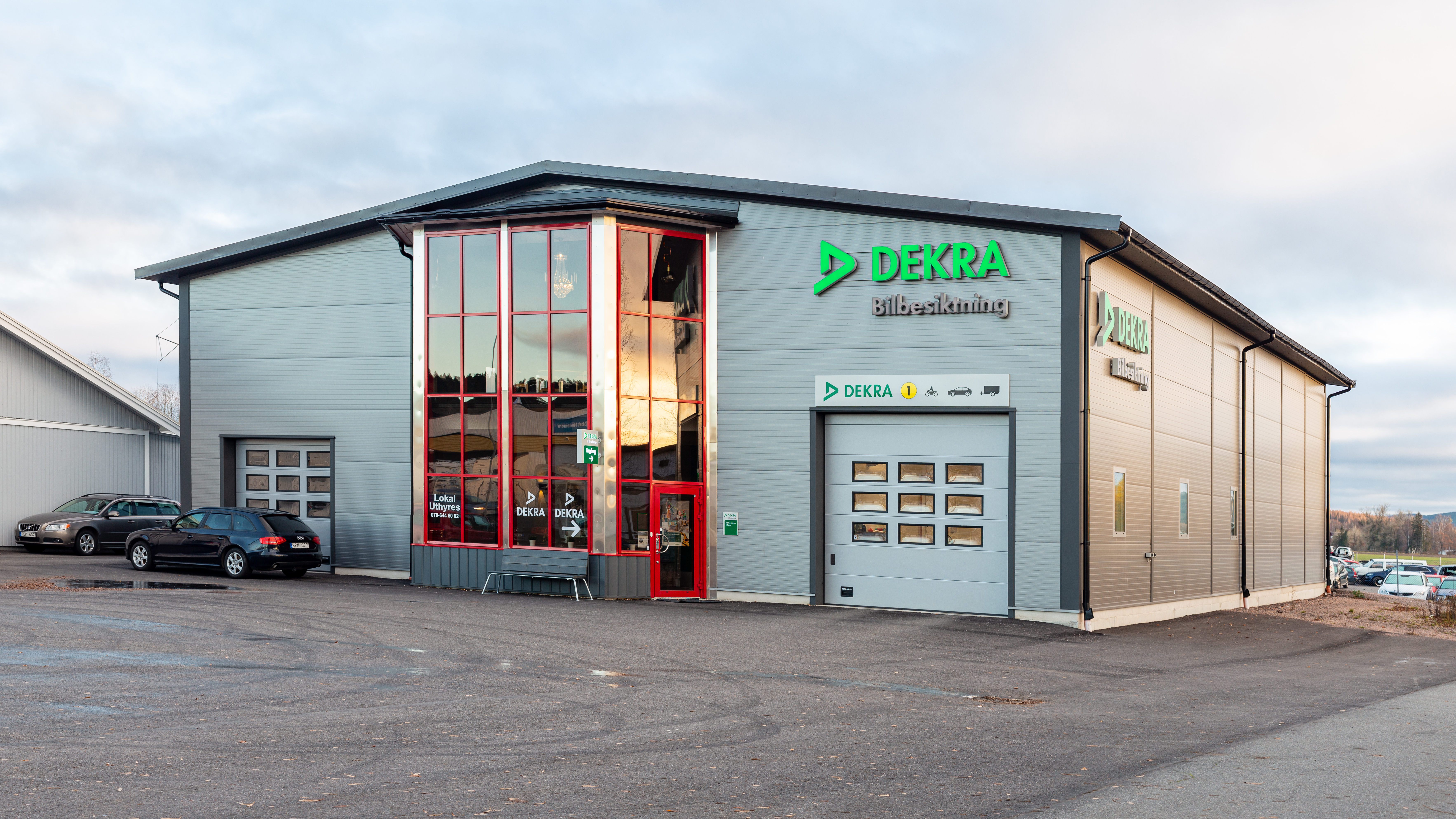
Unitate de inspecție a autovehiculelor DEKRA din Hedemora, Suedia.

DEKRA reprezintă cea mai mare organizatie de experți necotată din lume în domeniul TIC (testare, inspecție, certificare) înființată la Berlin, Germania în 1925 sub numele de Deutscher Kraftfahrzeug-Überwachungs-Verein (Asociația Germană de Inspecție a Autovehiculelor).Cu 28 de milioane pe an la nivel mondial, DEKRA inspectează mult mai multe vehicule decât orice altă organizație. DEKRA activează în domeniu în peste 20 de țări de pe glob, din Suedia până în Africa de Sud si din SUA până în Noua Zeelandă. Cele din urma adăugate au fost Finlanda, Mexic și Chile.Cu aproximativ 48.000 de angajați și venituri de peste 3,5 miliarde EUR, DEKRA reprezintă cea mai mare companie de inspecție din Germania și una dintre cele mai importante organizații de experți la nivel mondial.Pe cont propriu, este liderul pieței europene. Grupul se axează pe inspecția autovehiculelor și a sistemelor tehnice, dar oferă și diferite servicii precum testarea și certificarea. DEKRA are sediul la Stuttgart din 1946. Operațiunile comerciale sunt efectuate de DEKRA SE fiind deținută în totalitate de DEKRA e. V. Viziunea pentru aniversarea a 100 de ani a companiei în 2025 este că DEKRA va fi partenerul global pentru o lume sigură și durabilă. Cu un rating de platină oferit de EcoVadis, DEKRA se află în top 1% din companiile durabile clasate.
1. ↑  GRID Release 2017-05-22[*] Verificați valoarea |titlelink= (ajutor)